# Copa da Estônia de Futebol
A Copa da Estónia (em estónio: Eesti Karikas) é a segunda principal competição do futebol estónio. A disputa se dá no sistema "mata-mata", semelhante a Copa do Brasil.

## Finais

### A partir de 1992-93
| Temporada | Campeão         | Vice-campeão        | Placar        |
| --------- | --------------- | ------------------- | ------------- |
| 2007-08   | FC Flora        | JK Maag Tammeka     | 3-1           |
| 2006-07   | FC Levadia      | Narva Trans         | 3-0           |
| 2005-06   | FC TVMK         | FC Flora            | 1-0           |
| 2004-05   | FC Levadia      | FC TVMK             | 1-0           |
| 2003-04   | FC Levadia      | FC TVMK             | 3-0           |
| 2002-03   | FC TVMK         | FC Flora            | 2-2 (4-1 pen) |
| 2001-02   | FC Levadia II** | FC Levadia*         | 2-0           |
| 2000-01   | Narva Trans     | FC Flora            | 1-0 (aet)     |
| 1999-00   | FC Levadia*     | Viljandi Tulevik    | 2-0           |
| 1998-99   | FC Levadia*     | Viljandi Tulevik    | 3-2           |
| 1997-98   | FC Flora        | FC Lantana          | 3-2           |
| 1996-97   | Tallinna Sadam  | FC Lantana          | 3-2           |
| 1995-96   | Tallinna Sadam  | EP Jõhvi            | 2-0           |
| 1994-95   | FC Flora        | FC Lantana/Marlekor | 2-0           |
| 1993-94   | FC Norma        | Narva Trans         | 4-1           |
| 1992-93   | FC Nikol        | FC Norma            | 0-0 (4-2 pen) |

- * Levadia Maardu
- ** Levadia Tallinn

### 1944-1991
- A competição não foi oficialmente disputada entre 1944 e 1991 devido à Segunda Guerra Mundial e à anexação da Estónia pela União Soviética.

### 1938-1943
| Temporada | Campeão                | Vice-campeão           | Placar                 |
| --------- | ---------------------- | ---------------------- | ---------------------- |
| 1943      | Tartu PSR              | Kalev Tallinn          | 1-0                    |
| 1942      | Sport Tallinn          | Kalev Pärnu            | 3-0                    |
| 1941      | Não houve a competição | Não houve a competição | Não houve a competição |
| 1940      | Tallinna JK            | Esta Tallinn           | 4-1                    |
| 1939      | Tallinna JK            | Kalev Tallinn          | 4-1                    |
| 1938      | Sport Tallinn          | Tallinna JK            | 1-1 2-1                |

## Títulos Por Equipe
| Equipe                       | Títulos | Temporadas                                           |
| ---------------------------- | ------- | ---------------------------------------------------- |
| FC Levadia                   | 6       | 1998-99, 1999-00, 2001-02, 2003-04, 2004-05, 2006-07 |
| FC Flora                     | 3       | 1994-95, 1997-98, 2007-08                            |
| FC TVMK                      | 2       | 2002-03, 2005-06                                     |
| Tallinna JK                  | 2       | 1939, 1940                                           |
| Tallinna Sadam               | 2       | 1995-96, 1996-97                                     |
| FC Lantana (Incluindo Nikol) | 1       | 1992-93                                              |
| FC Norma                     | 1       | 1993-94                                              |
| Trans Narva                  | 1       | 2000-01                                              |
| SK Sport                     | 1       | 1938                                                 |